# Stazione di Spinazzola
La stazione di Spinazzola è una stazione a servizio della città di Spinazzola che si trova sulla linea Rocchetta Sant'Antonio-Gioia del Colle, ed è capolinea della linea Barletta-Spinazzola (senza traffico).

## Storia
La stazione fu inaugurata il 1º agosto 1882 con l'apertura della linea Rocchetta Sant'Antonio-Gioia del Colle.
Il 1º agosto 1895, con l'apertura della linea per Barletta, divenne stazione di diramazione.
Dal 1938 al 1986 la stazione fu collegata alla città da una breve linea ferroviaria urbana.

## Strutture e impianti
La stazione è dotata di un fabbricato viaggiatori che al suo interno ospita biglietteria (anche self-service), sala d'attesa e dirigenza del movimento.
All'interno si contano 3 binari passanti per il servizio passeggeri muniti di 3 banchine e collegati tra loro tramite una passerella sui binari.
È presente anche uno scalo merci con numerosi binari ed una piattaforma girevole: oggi entrambe le cose sono inutilizzate. La stazione è dotata di una rimessa locomotive anch'essa in rovina.

## Movimento
Rispetto al passato il numero di viaggiatori è diminuito sensibilmente: nella stazione fermano solo i treni regionali per Barletta. Attualmente (2023) autosostituita, senza traffico.

## Servizi
La stazione dispone di:
- Biglietteria
- Capolinea autolinee
- Servizi igienici